# Leistungsgemeinschaft deutscher Ordenhersteller
Die Leistungsgemeinschaft der deutschen Ordenhersteller (LDO) mit Sitz in Hagen existierte von 1941 bis 1945 in Nazi-Deutschland. Für die in ihr organisierten Produzenten von militärischen Orden, Ehrenzeichen und Medaillen sollte die Auftragsverteilung, die Rohstoffvergabe sowie die einheitliche Qualität der Erzeugnisse organisiert werden.
Die LDO verwendete ein eigenes System codierter Herstellerangaben auf ihren Produkten. Alle in ihr zusammengefassten Betriebe bekamen zwei Kennzeichen zugewiesen: eine Reichskanzlei-Liefernummer und eine LDO-Nummer, die ausschließlich an militärischen Abzeichen aufgebracht wurden und nicht zu verwechseln sind mit den Kennzeichen der Reichszeugmeisterei (RZM) oder den Deutschen Fertigungskennzeichen.

## Liste der Hersteller und ihrer Codes (Auswahl)
| LDO-Nummer | Liefer-Nr. | Firma                                                 | Standort         |
| ---------- | ---------- | ----------------------------------------------------- | ---------------- |
| L/10       | 1          | Deschler & Sohn                                       | München          |
| L/11       | 3          | Wilhelm Deumer                                        | Lüdenscheid      |
| L/12       | 2          | C. E. Juncker                                         | Berlin           |
| L/13       | 7          | Paul Meybauer                                         | Berlin           |
| L/14       | 15         | Friedrich Orth                                        | Wien             |
| L/15       | ?          | Otto Schickle                                         | Pforzheim        |
| L/16       | 4          | Steinhauer & Lück                                     | Lüdenscheid      |
| L/17       | 5          | Hermann Wernstein                                     | Jena-Löbstedt    |
| L/18       | 26         | B. H. Mayers Kunstprägeanstalt                        | Pforzheim        |
| L/19       | 8          | Ferdinand Hoffstätter                                 | Bonn             |
| L/21       | 10         | Förster & Barth                                       | Pforzheim        |
| L/22       | 98         | Rudolf Souval                                         | Wien             |
| L/23       | ?          | Julius Maurer GmbH                                    | Idar-Oberstein   |
| L/24       | 6          | Fritz Zimmermann                                      | Stuttgart        |
| L/25       | ?          | A. E. Köchert                                         | Wien             |
| L/26       | 65         | Klein & Quenzer                                       | Idar-Oberstein   |
| L/50       | 21         | Gebrüder Godet & Co.                                  | Berlin           |
| L/51       | 19         | E. Ferdinand Wiedmann                                 | Frankfurt/Main   |
| L/52       | 20         | C. F. Zimmermann                                      | Pforzheim        |
| L/53       | ?          | Hymmen & Co.                                          | Lüdenscheid      |
| L/54       | ?          | Schauerte & Höhfeld                                   | Lüdenscheid      |
| L/55       | 100        | Mittweidaer Metallwarenfabrik Rudolf Wächtler & Lange | Mittweida        |
| L/56       | 116        | Funcke & Brüninghaus                                  | Lüdenscheid      |
| L/57       | 22         | Börger & Co.                                          | Berlin           |
| L/58       | 53         | Glaser & Sohn                                         | Dresden          |
| L/59       | 16         | Alois Rettenmeyer                                     | Schwäbisch Gmünd |
| L/60       | 13         | Metallwarenfabrik Gustav Brehmer                      | Markneukirchen   |
| L/61       | 33         | Friedrich Linden                                      | Lüdenscheid      |
| L/62       | 88         | Werner Redo                                           | Saarlautern      |
| L/63       | 80         | G. H. Osang                                           | Dresden          |
| L/64       | 35         | F. W. Assmann & Söhne                                 | Lüdenscheid      |
| L/65       | ?          | Franke & Co. KG                                       | Lüdenscheid      |
| L/66       | ?          | A. D. Schwerdt                                        | Stuttgart        |

Eine vollständige Liste aller Hersteller der LDO, ihrer Codes und Liefer-Nummern findet sich in der angegebenen Literatur.